# John McSeveney
John Haddon McSeveney (Shotts, 8 febbraio 1931 – 12 dicembre 2020) è stato un allenatore di calcio e calciatore scozzese, di ruolo attaccante.

## Caratteristiche tecniche
Era un'ala.

## Carriera

### Giocatore
Esordisce tra i professionisti nel 1948 all'età di 17 anni con la maglia dell'Hamilton Academical, club della seconda divisione scozzese, con cui rimane in squadra per un triennio totalizzando complessivamente 71 presenze e 20 reti in partite di campionato; viene quindi acquistato dal Sunderland, club della prima divisione inglese, dove rimane in rosa per un quadriennio senza però mai giocare con continuità: tra il 1951 ed il 1955 gioca infatti solamente 35 partite di campionato con la maglia dei Black Cats, nel corso delle quali mette a segno 3 reti.
Nell'estate del 1955 viene ceduto ai gallesi del Cardiff City, militanti nella prima divisione inglese: nella stagione 1955-1956 il club vince la Coppa del Galles ma retrocede in seconda divisione, categoria in cui McSeveney milita quindi nella stagione 1956-1957, arrivando ad un totale di 71 presenze e 15 reti con il club. Passa quindi ad un altro club gallese, il Newport County, con cui tra il 1957 ed il 1961 mette a segno 51 reti in 172 presenze, trascorrendo due stagioni (la 1957-1958 e la 1958-1959) in terza divisione e due stagioni (la 1959-1960 e la 1960-1961) in quarta divisione. Nell'estate del 1961 si trasferisce infine all'Hull City, con cui gioca per un triennio in terza divisione per un totale di 161 presenze e 60 reti in partite di campionato con i Tigers.
In carriera ha totalizzato complessivamente 514 presenze e 152 reti in campionati professionistici, tra cui 442 presenze e 132 reti nei campionati della Football League.

### Allenatore
Dopo il ritiro rimane nello staff tecnico dell'Hull City; in seguito, nella stagione 1971-1972 diventa allenatore del Barnsley, mentre l'anno seguente allena l'Home Farm, club della prima divisione irlandese. Dopo aver trascorso la stagione 1974-1975 lavorando come vice al Nottingham Forest, dal 1975 al 1977 allena il Waterford, nuovamente nella prima divisione irlandese.

## Palmarès

### Giocatore

#### Competizioni nazionali
- Coppa del Galles: 1

Cardiff City: 1955-1956

### Allenatore

#### Competizioni nazionali
- Munster Senior Cup: 1

Waterford: 1975-1976